# Omaha partszakasz
Omaha Beach (ejtsd: omöha bícs) volt a fedőneve az egyik normandiai partszakasznak, ahol II. világháborúban a szövetségesek partra szálltak a német megszállás alatti Franciaországban 1944. június 6-án. A partszakasz Franciaország északi partján, Calvados megyében helyezkedett el a La Manche-csatorna partján, és 5 mérföld (8 kilométer) hosszúságúra nyúlt.

## Az Omaha partszakasz felépítése
A szövetségesek tudták, hogy az Omaha partszakasz kivételesen kedvez a védőknek, így a COSSAC tisztjei, ha tehették volna, egy katonát sem küldtek volna ide. De ezt nem tehették meg, mert a part bevétele szükséges volt és nem hagyhattak kilométeres rést a frontvonalon.
Az Omaha partszakaszra Erwin Rommel német marsall különös gondot fordított. Ez a hely kedvezett a legjobban a védelemnek. A partot sziklák borították 3 oldalról, melyek tetején fennsík volt. A fennsíkokra csak 5 kicsiny szurdok vezetett, amiket jelentős védelemmel láttak el. Összesen 12 nagy bunker volt, melyeket egy kiterjedt bunkerrendszer kötött össze.
A sziklákra a németek számtalan kisebb, szinte tökéletesen álcázott bunkert, géppuskafészket, ágyút és lövészteknőt helyeztek elképesztő precizitással. A part minden négyzetméterét tűz alatt lehetett tartani. Drótakadályokat, aknamezőket, fából és sínből készített harckocsi-csapdákat helyeztek el nagy számban. 

## Támadás az Omaha part ellen
A tervek szerint a rohamosztagosok sikeres bevetését a B-17-esek bombázása illetve a tüzérség támadása tette lehetővé, és a gyalogság már egy komoly ellenállásra képtelen védők által tartott, rommá lőtt parton tört volna előre, ám ez a terv meghiúsult, mivel a tüzérség és a légierő nem végzett pontos munkát (utóbbi a ködös idő miatt): a töltetek nagy része a védelmi vonalak mögé csapódott be.
A partszakasz elleni támadást az 1. és 29. hadosztály kiegészülve 9 Ranger zászlóaljjal hajtotta végre.

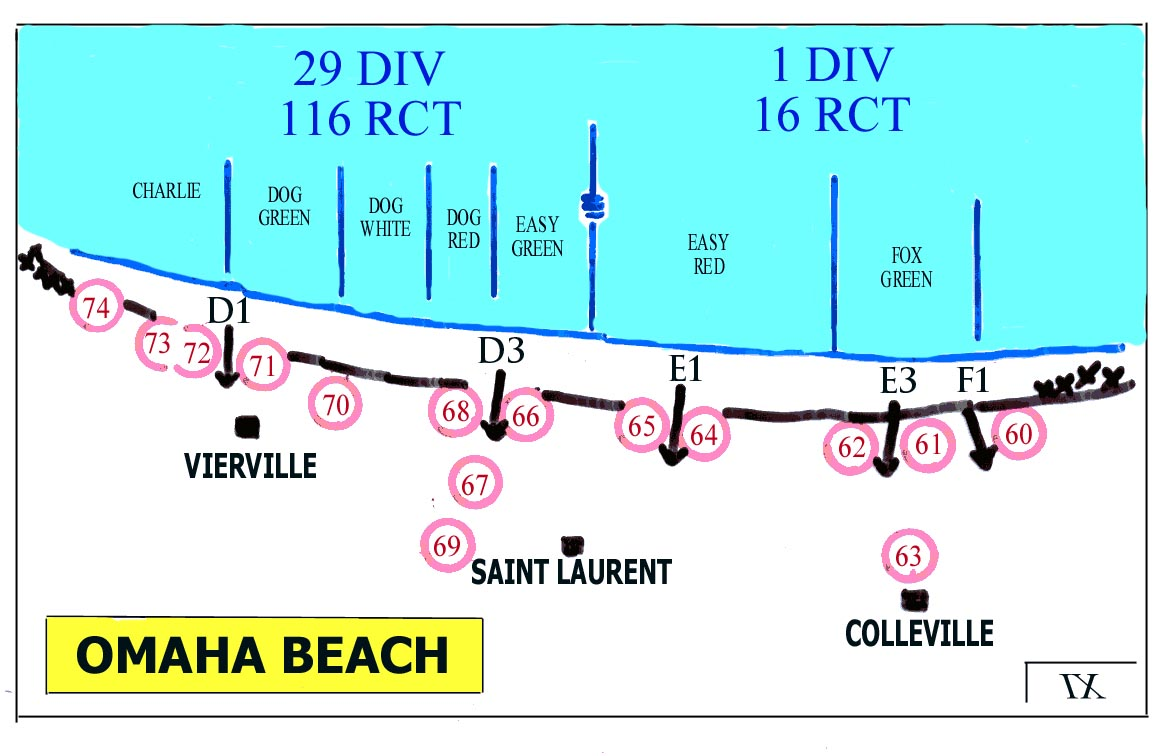
Az Omaha Beach elleni támadás csapatai

### A támadás 1. hulláma
H - óra plusz tíz perckor elindultak az első hullám rohamcsónakjai. A gyalogság és az utászok már a parttól 16 km-re beszálltak a partraszálló csónakokba. A 116. Ezred A, F és G századának kellett volna partot érnie a Red Dog (Vörös D), Green Dog (Zöld D) és White Dog (Fehér D) szektorokban. (A korabeli katonai fogalmazásban a D, E és F betűket a Dog, Easy és Fox szavakkal jelölték.)
Csak az A század tudott a kijelölt helyen partot érni, viszont az F és a G század olyannyira elsodródott, hogy csak a Green Fox (Zöld F) és a Red Easy (Vörös E) nevezetű szektorokban tudtak kiszállni. A partraszálló csónakokat kisebb torpedórombolók kísérték, melyek nem tudtak hatásos, a partraszálló csónakokat elfedő füstfüggönyt gerjeszteni. A tüzérségi fedezetet adó cirkálók és rombolók ágyútüzének elhallgatása után a német oldal kemény választüzet nyitott, és ez súlyos veszteségeket okozott az amerikaiaknak. A kétéltű tankok a parttól 6 km-re lettek vízre bocsátva ennek következtében 32 harckocsiból 29 elsüllyedt. A partra kiért 3 tankot még azelőtt szétlőtték, mielőtt leszedték volna a gumikötényt róluk, ezért a gyalogosok legfeljebb fedezékül használhatták a kiégett roncsokat. Az A századot nem kímélték a németek. A vízen lévő hajókat a tüzérség támadta. Sok hajó kapott telitalálatot, az ebben utazó embereknek a legkisebb esélyük sem volt a túlélésre. Amelyik hajó kijutott a partra, az miután lenyitotta a rámpát, erős géppuskatűzbe került, ami megölte a katonák nagy részét. A németek nagyon hatásosan dolgoztak, a golyók általában 3-4 emberen is átmentek, mivel visszapattantak a hajók fém oldalfalairól. Az utászok szintén nehéz helyzetben voltak, mert a part menti műszaki záróeszközök eltávolítása közben nem tudtak a speciálisan átalakított utásztankok segítségére támaszkodni. Az A század a nap végére 96%-os veszteséget szenvedett, az életben maradottak nagy része is sebesült volt. Az első amerikai támadóhullámokat teljesen visszasöpörték a tengerbe.

### A támadás 2. hulláma

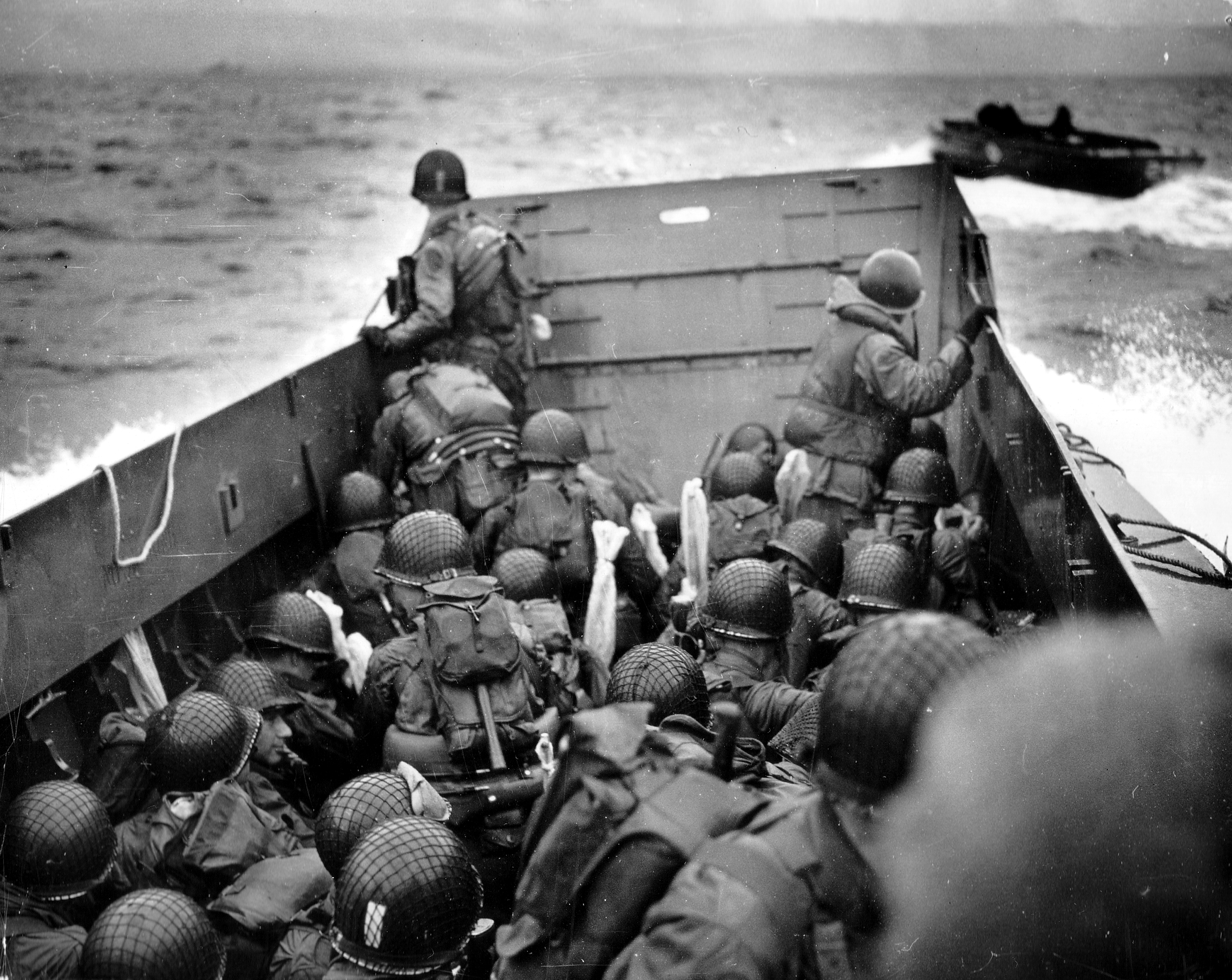
Egy Omaha Beach felé tartó rohamcsónak

H óra plusz 30 perckor partot ért a második hullám. Ennek sem volt jobb a helyzete, ők is hatalmas veszteségeket szenvedtek, tankjaik nem voltak, a néhány kézifegyverrel, ami kijutott a partra, puskákkal és golyószórókkal jóformán csak vaktában lövöldöztek, mert a sziklákat vékony füstréteg fedte be.
A 2. hullámmal érkezett Norman Cota dandártábornok és Charles Canham ezredes. Canham ezredes harcra kész katonákra számított, ám halálra rémült, reszkető, fegyvertelen katonákat talált. Mindezek ellenére sikerült összehoznia egy kisebb csapatot és támadásra vezényelni csapatát. A derék ezredes hallatlan bátorságról tett tanulságot, amikor csapatai élén BAR golyószórójával rohamozott, miközben lőtt a felvillanó torkolattüzek irányába. Miután kilőtték a kezéből a fegyvert, .45-ös Whebley pisztolyával tüzelt tovább. A tábornok mellett lévő két katona is halálos találatot kapott, ám a tábornok nem szerzett sérüléseket. A kis csapat behúzódott egy töltés mögé, és megbeszélték a helyzetet. Nyilvánvalóvá vált, hogy a begyakorolt hadművelet semmit sem ér, így hát új tervvel álltak elő. Bangalore torpedóval szűk utat robbantottak az aknamezőbe, és azon keresztül beljebb tudtak menni a partra. Az egyik szurdokban heves géppuskatűz fogadta őket, de nem rettentek meg. Addig dobálták a kézigránátokat, amíg abba nem maradt a tűz. Ezután egyesével felszabadították a part menti bunkereket. Az Omaha partot véres harcok árán, de sikerült felszabadítania a szövetséges csapatoknak.

### Pointe du Hoc
Az Omaha parttól 4 mérföldre nyugatra volt található a Pointe du Hoc magaslat, amely egy szikla tetejére épült nagy kaliberű ágyúkat tartalmazó bunkert rejtett. A támadás a 2. Ranger zászlóalj hajtotta végre és szabadította fel a területet. Hegymászó felszereléssel másztak fel a hegyre saját erejükből. Az eligazítás szerint a bunkerekben 155 milliméteres ágyúk voltak, de kiderült, hogy azok csak elöregedett, a Maginot-vonalból idehozott 75 milliméteres lövegek voltak.

## Érdekesség

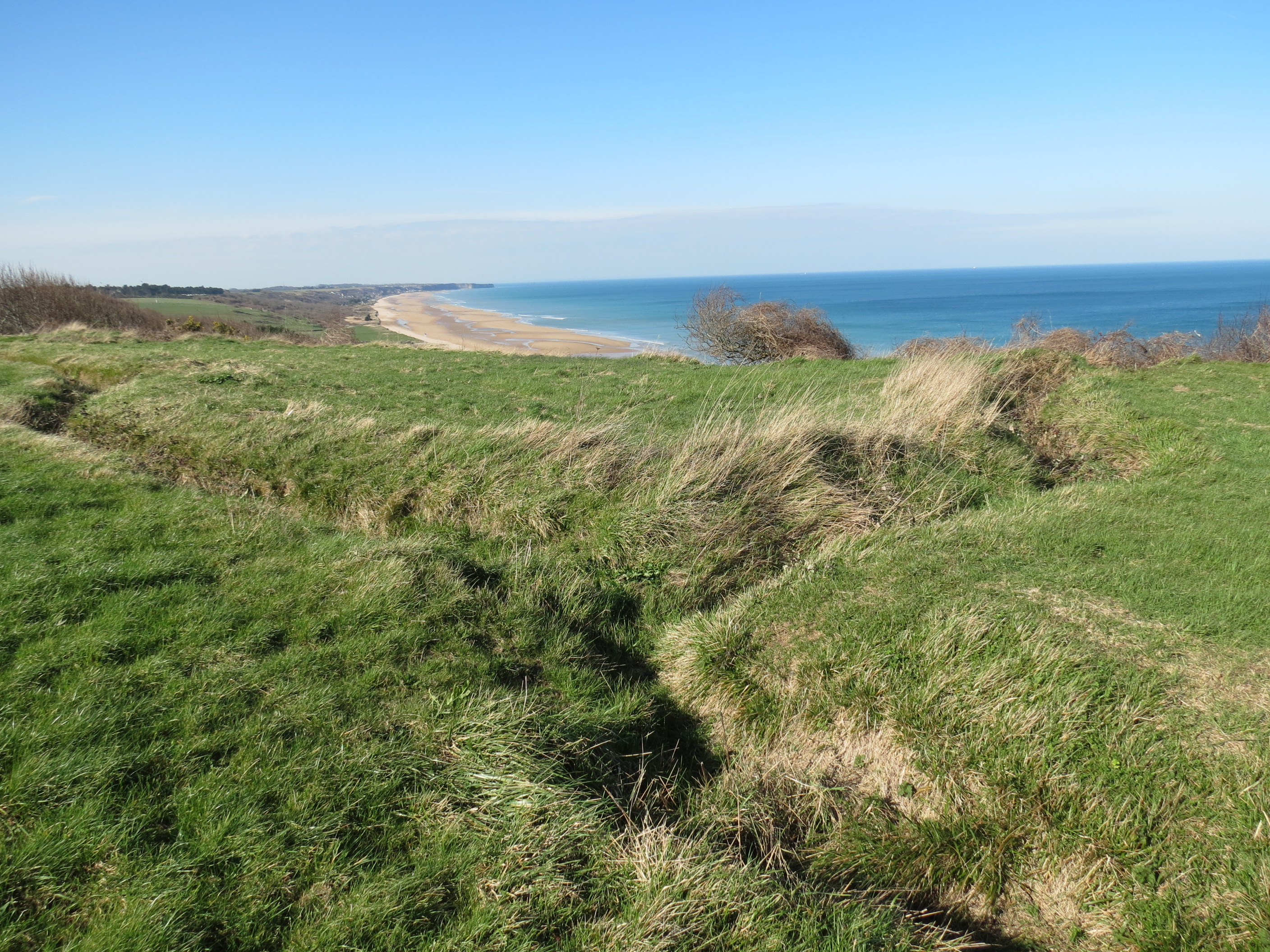
Az Omaha Beach napjainkban

A történészek azóta vitatkoznak azon, hol lehetett a német ellenállás központja. Egy amatőr brit történész Gary Sterne teljesen új megvilágításba helyezte a kérdést, aki évekkel ezelőtt a katonai régiségek vásárán hozzájutott egy gyűrött jegyzetekkel ellátott amerikai térképhez, ami egy amerikai katonáé volt a partraszállás idején. Ezután ellátogatott Normandiába és a nyomokat követve felfedezte egy bunker bejáratát, majd alagútra, vezetési pontra, rádióközpontra és raktárakra bukkant - vagyis egy komplett erődöt tárt fel. Többéves kutatása alapján a brit férfi úgy véli, hogy innen zúdították a gyilkos tüzérségi tüzet a partraszállókra. Gary Sterne szerint a franciaországi partraszállás előtt az angolszász hadihajók egy álbunkert lőttek, és az álcázás miatt az amerikai különleges csapatok, a rangerek akciója is – amelyben százan haltak meg – hiábavaló volt a Pointe du Hoc lövegállás ellen, mert az ágyúk nem ott voltak, hanem az általa felfedezett Maisy bunkerben. Ez utóbbit csak a csata harmadik napján sikerült a szövetségeseknek elfoglalniuk.